# گلندیل (کلرادو)
گلندیل (به انگلیسی: Glendale) شهری در ایالت کلرادو کشور ایالات متحده آمریکا است که جمعیت آن در سرشماری سال ۲۰۱۰ میلادی، ۴٬۱۸۴ نفر بوده‌است.

## نگارخانه

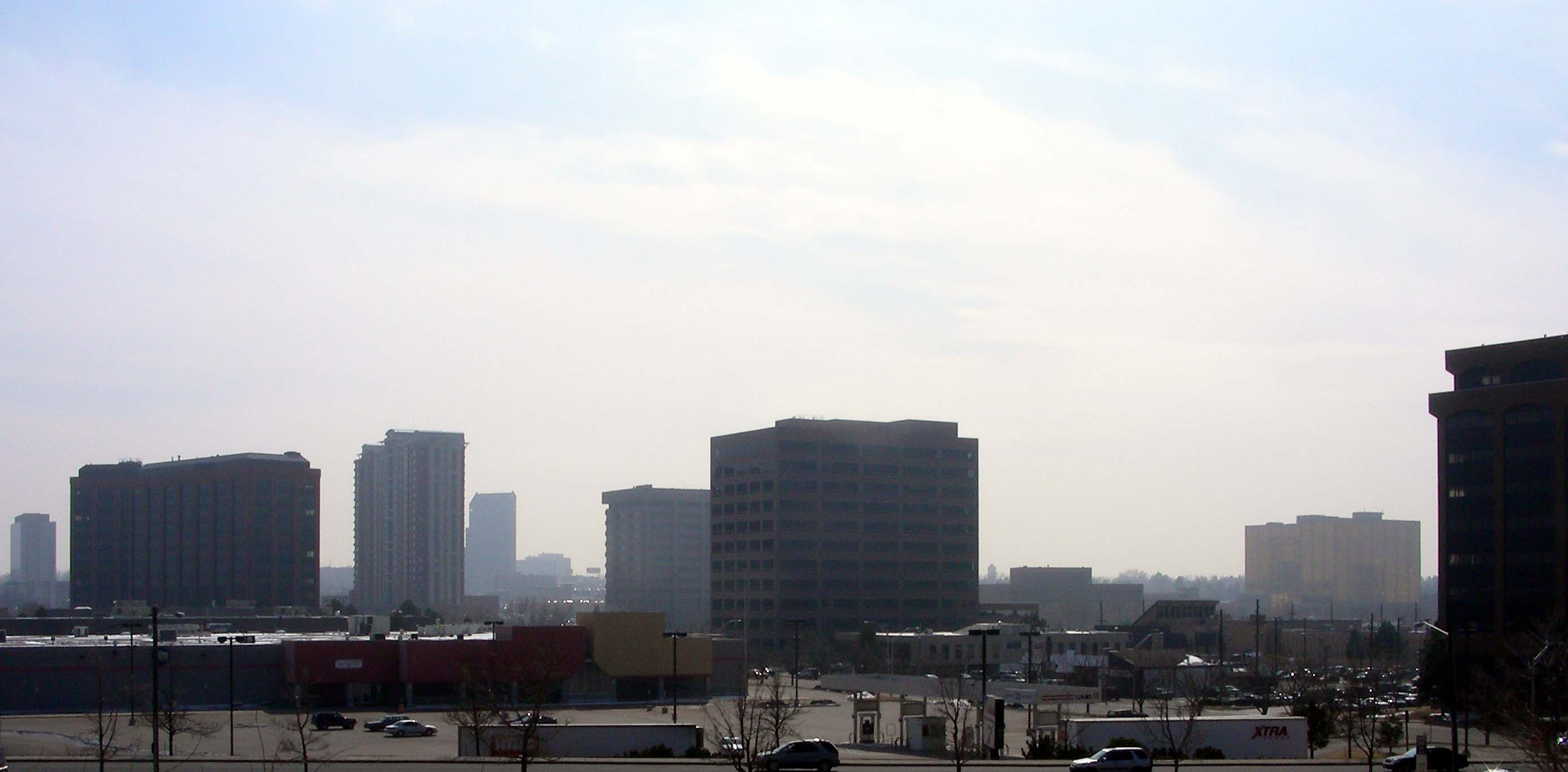
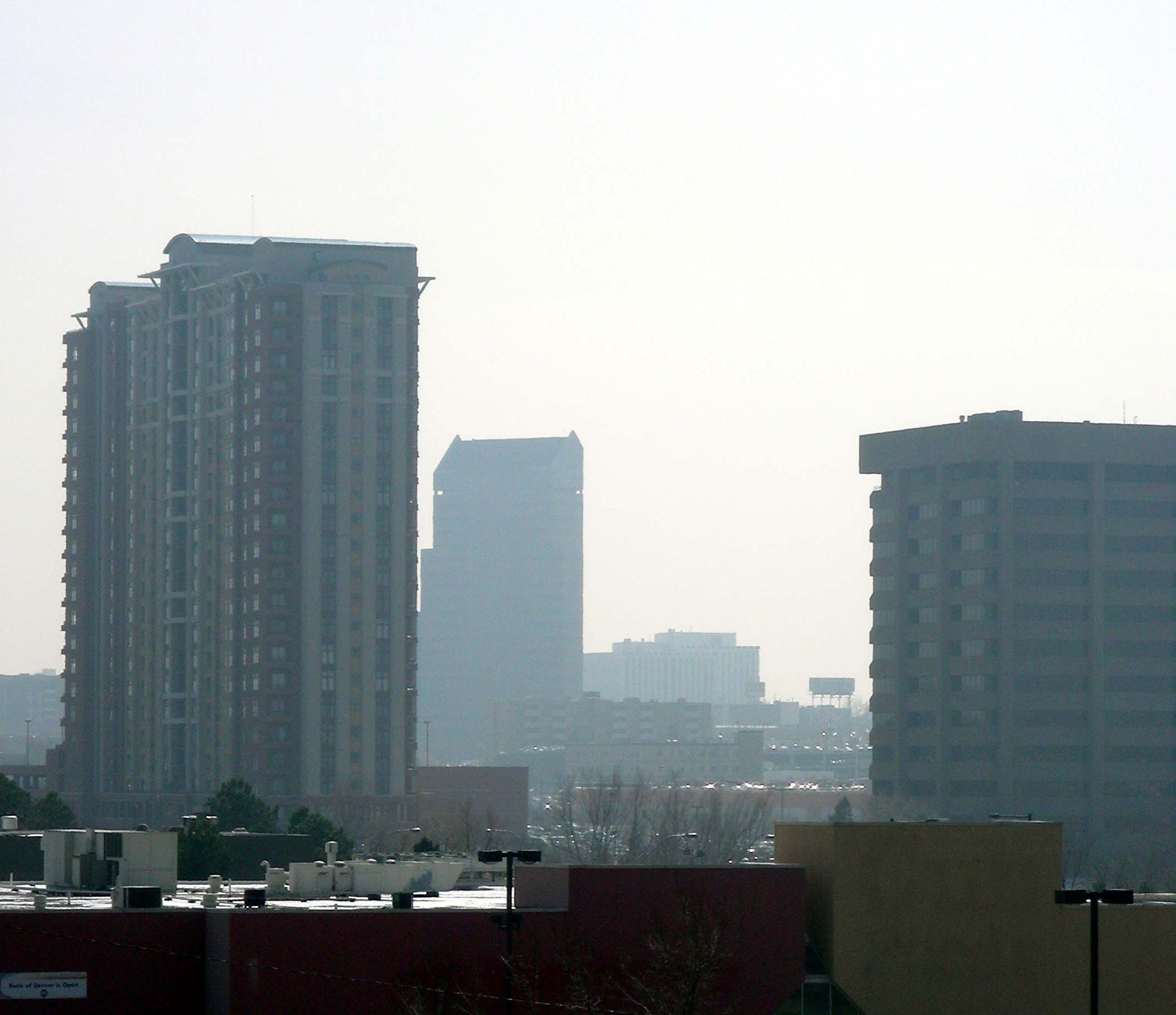